# David Casademunt

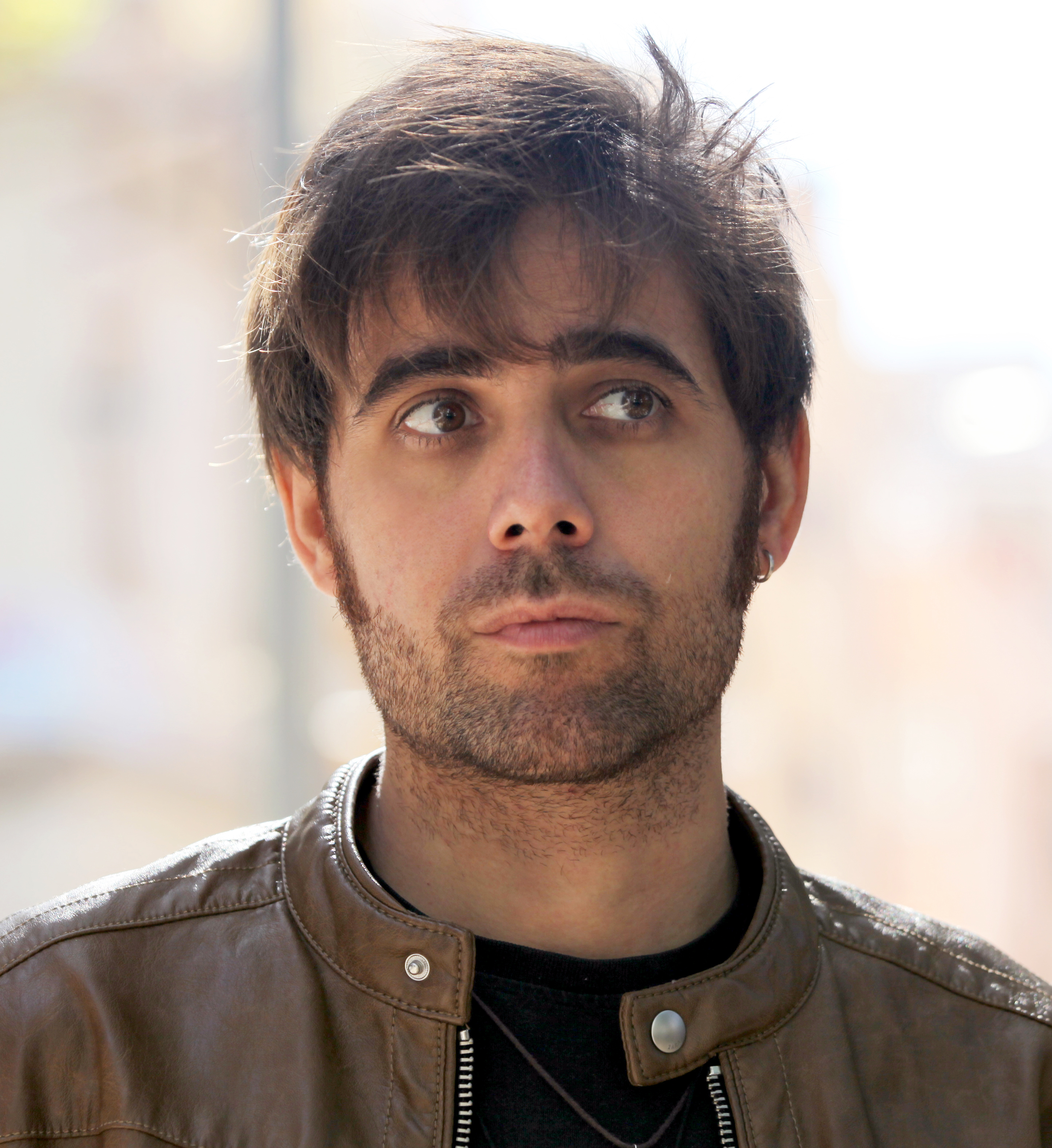
David Casademunt. Director y guionista.

David Casademunt Izquierdo (Barcelona, 1984) es un director de cine y guionista español, conocido principalmente por dirigir el largometraje El Páramo de Netflix.

## Trayectoria
Tras su graduación en el ESCAC en la especialidad de dirección, inició su carrera dirigiendo vídeos musicales y anuncios.
Su proyecto final de carrera es el cortometraje en 35mm Jingle Bells, protagonizado por Emma Vilarasau. Obtuvo 24 premios y fue seleccionado en la 56 edición del Festival de San Sebastián.
Ha dirigido videoclips para Pablo Alborán, Antonio Orozco, Luis Fonsi, Chenoa, Nena Daconte, Love of Lesbian, The Pinker Tones y Manuel Carrasco de la mano de las productoras Fitzcarraldo Films y Rollout.
En 2015 codirige junto a Joan Capdevila el documental Rumba Tres. De ida y vuelta, basado en la vida del grupo Rumba Tres, ganando el primer premio en el festival In-Edit 2015.
En 2018 participa en el TIFF Filmmaker Lab del Toronto International Film Festival con el proyecto en desarrollo La Bestia, que posteriormente se titularía El Páramo.
En 2022 estrena su ópera prima, El Páramo, un Netflix Original producido por Rodar y Rodar. El largometraje está protagonizado por Inma Cuesta, Roberto Álamo y Asier Flores y tuvo su première en la Sección Oficial del Festival de Cine de Sitges 2021. Durante dos semanas fue la película de habla no inglesa más vista en todo el mundo, con 8.000.000 de espectadores.